# مرتضی ممیز
مرتضی ممیّز (۴ شهریور ۱۳۱۵ – ۵ آذر ۱۳۸۴) طراح گرافیک، تصویرگر، استاد دانشگاه اهل ایران بود. او را پدر هنر گرافیک مدرن (نوگرا) ایران نامیده‌اند.

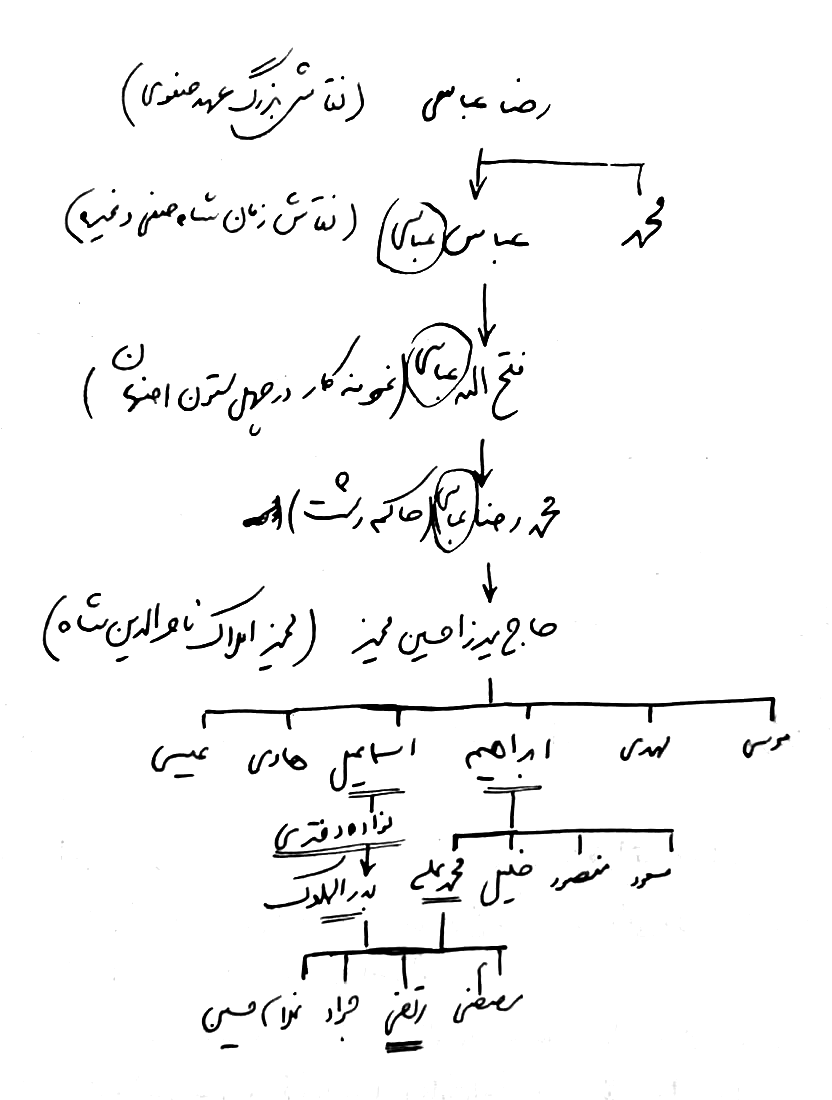
شجره‌نامهٔ ممیز و انتساب او به رضا عباسی

## زندگی‌نامه
کودکی و نوجوانی
ممیّز در خانواده‌ای هنردوست متولد شد و در دوران کودکی استعداد و علاقهٔ ویژه‌ای به نقاشی و طراحی نشان داد. در دوران متوسطه برای کمک به خرج تحصیل خود برای مغازه‌ها تابلونویسی می‌کرد در آن دوران بود که به خاطر علاقه خانوادگی به مصدق وارد جریانات سیاسی شد که نتیجه آن چند کاریکاتور در روزنامهٔ شاهد شد. در سال‌های آخر دبیرستان مرتضی گاهی به کتابخانهٔ وابستگی فرهنگی سفارت لهستان سرمی‌زد و در آنجا بود که برای اوّلین بار با مجلّه‌های «پولند» و «گرافیک» لهستان آشنا شد.

### تحصیلات دانشگاهی
سال ۱۳۳۵ او وارد دانشکدهٔ هنرهای زیبای دانشگاه تهران در رشتهٔ نقاشی شد و در آنجا زیر نظر علی‌محمد حیدریان که از شاگردان کمال‌الملک بود آموزش می‌بیند، در دانشگاه بود که با سهراب سپهری، پرویز کلانتری، ژازه طباطبائی، چنگیز شهوق و … آشنا می‌شود، در ۱۳۴۴ از دانشگاه فارغ‌التحصیل شد و برای ادامه تحصیل راهی فرانسه می‌شود و گواهی طراحی غرفه را در مدرسهٔ هنرهای تزئینی فرانسه اخذ می‌کند، در همان‌جا بود که با فیروزه صابری آشنا شده سال‌های بعد با او ازدواج می‌کند، زندگی مشترک آن‌ها تا سال ۱۳۷۵ که سرطان فیروزه آن را پایان داد ادامه پیدا کرد.

### آغاز دوران کاری (تا پیش از انقلابِ ۱۳۵۷)
ورود به آتلیهٔ محمد بهرامی در سال ۱۳۳۷ باعث شروع فعّالیت حرفه‌ای او می‌گردد در این آتلیه بود که اوّلین سفارش پاکت سیگار، جلد کتاب و اولین نشانهٔ خود را طراحی می‌کند. در همین آتلیه با پرویز کلانتری، سیروس امامی، آیدین آغداشلو و محمد احصایی همکار می‌شود و همکاری آن‌ها تا سال ۱۳۴۱ که او آتلیه بهرامی را ترک کرد ادامه داشت. بعد از آن در بخش تبلیغات خارجی کانون آگهی زیبا فعّالیت خود را ادامه می‌دهد و در همان ساختمان کانون آگهی زیبا با احمد شاملو آشنا شده و دعوت او را برای همکاری در کتاب هفته می‌پذیرد و آنجا در سِمَتِ تصویرگر وگرافیست مشغول می‌شود. بعد از آن با نشریاتی چون کتاب ماه، اتاق صنایع و معادن، فرهنگ، اطلاعات سال و مجله کاوش نیز همکاری می‌کند. سال ۱۳۴۷ پس از بازگشت از فرانسه در دانشکده هنرهای زیبا مشغول به کار شده و در سال ۱۳۴۹ رشتهٔ گرافیک را بنیاد می‌نهد در همان سال همراهِ علی اصغر معصومی و فرشید مثقالی آتلیه ۴۲ را تأسیس کردند. او در سال ۱۳۵۰ به دستور ساواک از دانشگاه تهران اخراج شد.
ممیّز در دههٔ ۱۳۵۰ بیشتر وقت خود را صرف گرافیک فرهنگی کرده بود؛ برای تئاتر، فیلم و جشنواره به طراحی پوستر پرداخت و در همان سال‌ها نیز همچنان به نقاشی می‌پرداخت که نتیجهٔ آن نمایشگاه‌های «آبی»، «گنج» و «گستره» ۱ و ۲ شد. سال ۱۳۵۵ مرتضی ممیز و چندی از همکاران او سندیکای گرافیست‌های ایران را تأسیس کردند و بعد از آن به برپایی نمایشگاه ۵۰ سال گرافیک ایران پرداخت و همین دوره در نمایشگاه واش آرت شرکت کرد و چاقوهای خود را آویخت و در این سفر مقدّمات عضویت AGI درآمد را فراهم می‌کند. نقاشی‌هایی برای کتاب حقیقت و مرد دانا از بهرام بیضایی کشید. در سال ۵۷ نیز همراه با شاگردانش پوسترهایی برای انقلاب طراحی کرد.

### فعّالیت‌های پس از انقلاب

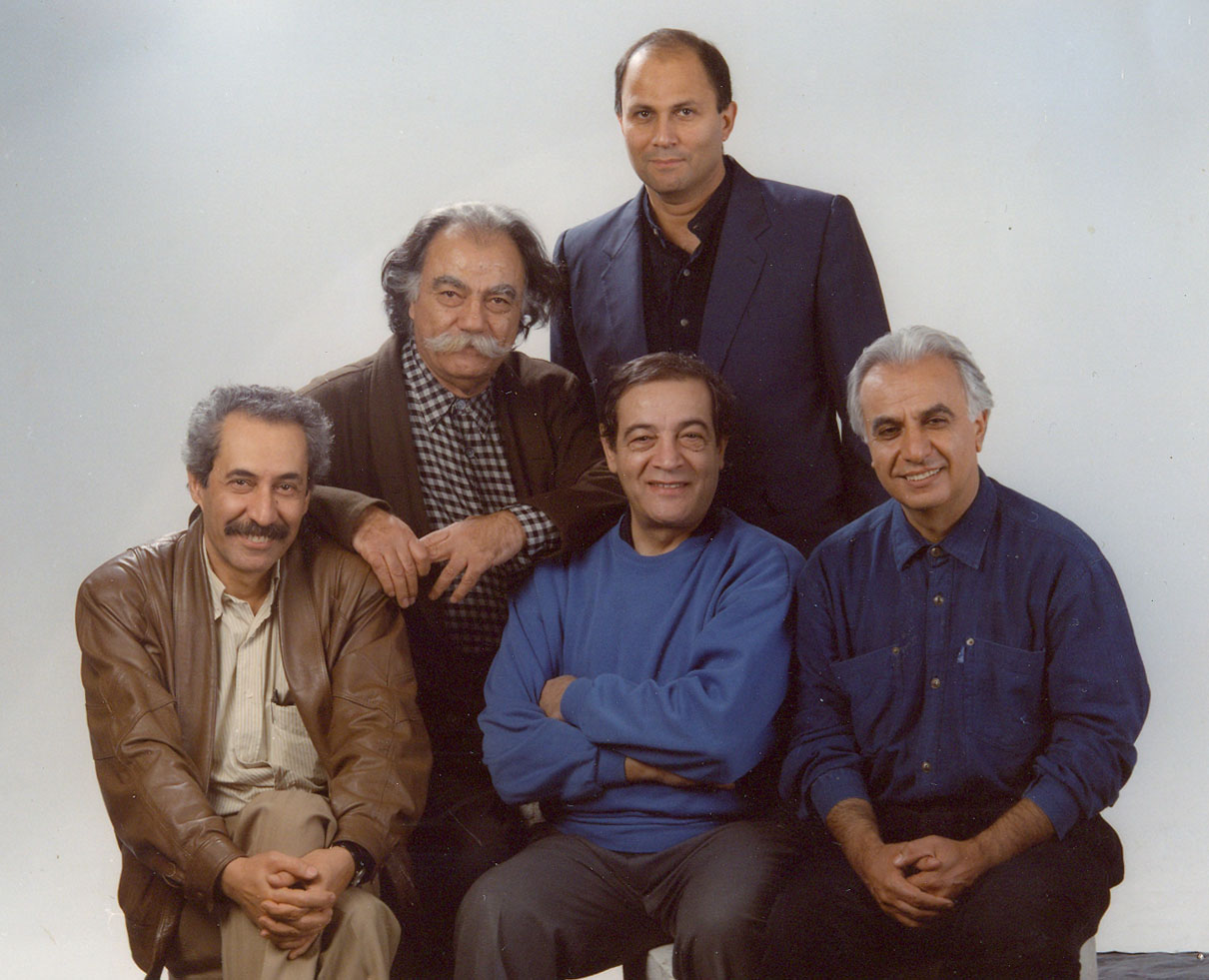
در آتلیهٔ مسعود معصومی و در کنار مصطفی اسدالهی، ابراهیم حقیقی و مسعود سپهر؛ ۲۵ اردیبهشت ۱۳۷۷

در سال‌های نخست بعد از انقلاب امکان تشکیل سندیکا و انجمن گرافیست‌های ایران برای او مقدور نبود ولی با این حال او گردهمایی‌های گرافیست هارا در آتلیه و کافه‌ها تشکیل داد که در پی آن اولین تعرفهٔ قیمت خدمات گرافیت بعد از انقلاب پدید آمد. اوایل انقلاب بود که در پی اخراج استادان دانشگاه به دلایل سیاسی او را نیز زیر فشار قرار دادند اما ممیز کوتاه نیامد و زیر بار تهمت‌های سیاسی نرفت و همچنان مشغول به تدریس در آن دانشگاه شد. در سال ۱۳۶۵ با پیشنهاد به علی اصغر محتاج اوّلین بی ینال طرّاحان گرافیک را راه‌اندازی می‌کند، او با حمایت و سعی خود اوّلین دوسالانهٔ گرافیک را برگزار می‌کند. دوره‌ای که ممیز به مدیریت گروه ارتباط تصویری عکاسی دانشگاه تهران انتخاب شد، از طرّاحان جوان و کاربلد آن دوران همچون بیژن صیفوری، رضا عابدینی، ساعد مشکی، مجید عباسی، فرزاد ادیبی و علی‌رضا مصطفی‌زاده دعوت به همکاری کرد و به ریاست شورای سردبیری مجلهٔ نشان انتخاب شد. از دیگر اقدامات او پیشنهاد عضویت قباد شیوا، ابراهیم حقیقی، رضا عابدینی و ساعد مشکی به AGI بود. ممیز در سال‌های پایانی عمر خویش با بیماری سرطان دست و پنجه نرم می‌کرد و از ۲۳ آبان‌ماه ۱۳۸۴ برای تازه‌ترین دور شیمی‌درمانی، در بیمارستان آبان تهران بستری شده بود که چند روز بعد حالش رو به وخامت نهاد و سرانجام در ۶۹ سالگی روز شنبه پنجم آذر ۱۳۸۴ برابر ۲۶ نوامبر ۲۰۰۵ درگذشت. پیکر مرتضی ممیز، هفتم آذرماه، تشییع و در باغبان‌کلا واقع در کُردان کرج، به خاک سپرده شد.

## آثار
مرتضی ممیز در زمینه طراحی پوستر، نشان، تصویرسازی، صفحه‌آرایی و طراحی جلد کتاب و مجلات آثار ماندگاری بجا گذاشته است.

### معروف‌ترین نشان‌واره (لوگو)های طراحی‌شده توسط مرتضی ممیز
طراحی نشان‌واره (لوگو) یکی از تخصص‌های گرافیکی محسوب می‌شود. مرتضی ممیز که خود طراح و بنیان‌گذار رشتهٔ گرافیک در ایران است، نشان‌واره‌های بسیاری را برای سازمان‌ها، شرکت‌ها، و موسسات طراحی کرد که هر یک از آن‌ها از معروف‌ترین و شناخته‌شده‌ترین نشان‌واره‌ها در ایران به‌شمار می‌روند. از جمله این نشان‌واره‌ها می‌توان به موارد زیر اشاره کرد:

### ۱۳۳۷: سازمان چای کشور
قدیمی‌ترین طرحی که مرتضی ممیز به عنوان نشان‌واره برای یک سازمان طراحی کرد، نشان‌واره «سازمان چای کشور» است. این نشان‌واره که در ۱۳۳۷ با الهام گرفتن از طرح ساده برگ چای طراحی شده است، یکی از ساده‌ترین، زیباترین، و در عین حال ماندگارترین نشان‌واره‌های طراحی‌شده به دست مرتضی ممیز است.

### ۱۳۵۳:انجمن حسابداران خبره ایران
نشان‌واره انجمن حسابداران خبره ایران یکی از شاهکارهای مرتضی ممیز است. وی دربارهٔ طراحی این نشان‌واره می‌گوید: «نشانه «انجمن حسابداران خبره ایران» اولین کاری بود که به شیوه مونوگرام ساختم، زیرا طرح برای موضوع حسابداران کاری مشکل بود و هر نقشی که می‌ساختم ممکن بود مورد تفسیر و خیال‌پردازی‌های گوناگون قرار گیرد. این بود که پس از مدتی طراحی و مطالعه ملاحظه کردم حروف اول کلمات عنوان انجمن از حروفی تشکیل شده [است] که به خوبی می‌تواند ریتم جالبی را به وجود آورد و این نشانه به وجود آمد.»

### ۱۳۵۵:موزه رضا عباسی
وی دربارهٔ طراحی این نشان‌واره می‌گوید: «برای طراحی نشانه موزهٔ رضا عباسی فرصت مغتنمی برایم پیش آمد، زیرا این نقاش جد بزرگ خانوادهٔ من است؛ این بود که مشتاقانه دست به کار شدم و کنار دست محمد احصایی نشستم و از صبوری او استفاده کردم و دایم پیچ و خم‌ها را به قلم و دست او دادم تا ترکیب نوشته به دست آمد و بعد در آتلیه‌ام مفصل روی ترکیب‌بندی‌ها کار کردم. آیدین آغداشلو هم روی گل اسلیمی اصلاحاتی انجام داد.»

### ۱۳۶۴:سازمان ملی استاندارد ایران
شاید بتوان گفت معروف‌ترین نشان‌واره طراحی‌شده به دست مرتضی ممیز نشان‌واره‌ای است که برای سازمان ملی استاندارد ایران طراحی کرد. این نشان‌واره سال‌ها است که بر روی کالاهای گوناگون در ایران دیده می‌شود. ممیز این نشان‌واره را در ۱۳۶۴ و با استفاده از حروف نخست واژگان انگلیسی نام «مؤسسه استاندارد و تحقیقات صنعتی ایران» (Institute of Standard and Industrial Research of Iran) طراحی کرد. وی دربارهٔ طراحی این نشان‌واره گفته است: «در طراحی نشانهٔ استاندارد توانستم از قلمی استفاده کنم که به خوبی حروف اختصاری ISIRI را به کلمهٔ ایران تبدیل کند. دوست داشتم کادر فلش مانندی اطراف نوشته را ببندد. کادری که دو زاویهٔ آن کاملاً تیز و دو زاویهٔ دیگر منحنی و نرم باشد، تا در نهایت خلاصگی فلش حداکثر و حداقل را که هدف داوری مؤسسه در محصولات است نشان دهد. اما این حد سادگی برای سفارش‌دهنده کافی نبود؛ با اضافه کردن خطوط بیشتر حالت فلش را نمایان‌تر کردم.»

### ۱۳۶۶:شرکت سهامی ایرانی تولید اتومبیل (سایپا)
نشان‌واره شرکت سهامی ایرانی تولید اتومبیل (سایپا) نیز یکی از آشناترین نشان‌واره‌ها برای ایرانیان است. نشان‌واره‌ای که سال‌ها است آن را در خیابان‌های شهر و بر روی اتومبیل‌های گوناگون ساخت این شرکت می‌بینیم. ممیز این نشان‌واره را در ۱۳۶۶ و پس از رونق گرفتن کارخانهٔ سایپا برای این شرکت طراحی کرد. این نشان‌واره امروز به یکی از معروف‌ترین برندهای محصولات ایرانی تبدیل شده است. ممیز طراحی این نشان‌واره را این‌گونه توصیف کرد: «به کارخانهٔ سایپا چند طرح خوب دیگر را هم پیشنهاد دادم، اما آن‌ها این طرح را که براساس نقوش آجری بناهای مراغه ساخته بودم و شباهتی به نشانهٔ اتومبیل‌سازی مرسدس بنز داشت انتخاب کردند»

### ۱۳۶۸:شهرداری تهران
ممیز دربارهٔ طراحی این نشان‌واره می‌گوید: «هدف اصلی‌ام در طراحی نشانهٔ شهرداری تهران، نشان‌دادن شهری با دروازه‌های قدیمی‌اش بود. ضمن کار، از ترکیب دروازه‌ها به نقش گلی رسیدم. تعداد دروازه‌های قدیم تهران ۱۲ تا بود. فکر کردم برای حفظ سادگی نقش، تعداد گلبرگ‌ها را به کم‌ترین عدد مناسب برسانم.»

### ۱۳۷۴:سازمان آتش‌نشانی و خدمات ایمنی شهرداری تهران
نشان‌واره آشنایی که روی ماشین‌های آتش‌نشانی در تهران می‌بینیم نیز از آثار ماندگار مرتضی ممیز است که آن را در ۱۳۷۴ برای سازمان آتش‌نشانی و خدمات ایمنی شهرداری تهران طراحی کرد. در این نشان‌واره طرحی از یک شعله مهارشده دیده می‌شود. او دربارهٔ نشان‌واره این سازمان گفت: «برای آن که شعله را طراحی کنم تلاش زیادی کردم. اول خواستم شعلهٔ سرکشی را طراحی کنم؛ بعد فکر کردم شعله حالت شعاری پیدا می‌کند و بالاخره فکر کردم اگر شعله فرمی قوی و چشم‌گیر داشته باشد هم نیت اولیهٔ مرا مطرح می‌کند و هم جنبهٔ اخطار و توجه را به خوبی القاء می‌کند. چارچوب سیاه رنگ روحیهٔ تسلط و کنترل آتش را تداعی می‌کند.»

## نگارخانه
نشان‌واره‌ها:

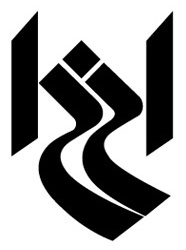
نشان‌واره "انجمن حسابداران خبره ایران"، سال ۱۳۵۳
نشان‌واره "موزه رضا عباسی"  ۱۳۵۵
نشان‌واره "سازمان ملی استاندارد ایران" ۱۳۶۴
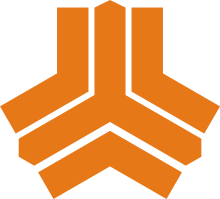
نشان‌واره "شرکت سهامی ایرانی تولید اتومبیل (سایپا)" ۱۳۶۶

جلد کتاب‌ها:

جلد "کتاب هفته ۱۹" ، سال ۱۳۴۰

## مسئولیت‌ها
- مدیریت گروه گرافیک و عکاسی دانشکده هنرهای زیبا دانشگاه تهران
- مدیریت و طراحی هنری جشنواره بین‌المللی فیلم تهران (۱۳۵۲–۱۳۵۶)
- ریاست هیئت مدیره انجمن صنفی طراحان گرافیک ایران
- ریاست دوسالانه‌های گرافیک ششم، هفتم و هشتم
- مشاور هنری کتابخانه و مرکز اسناد دانشگاه تهران
- ریاست کمیته ایرانی انجمن بین‌المللی طراحان گرافیک (AGI)

## نمایشگاه‌ها
وی در طول فعالیت‌های هنری خود بیش از ده نمایشگاه اختصاصی از ۱۳۳۹ تا ۱۳۷۷ در تهران و دو نمایشگاه اختصاصی در آلمان (۱۳۶۵–۱۳۶۷) و بیش از ۷۴ نمایشگاه گروهی در ایران، آلمان، فرانسه، آمریکا، بلژیک، فنلاند و یوگسلاوی برپا کرد و طراحی گرافیکی و تهیه پوستر برای صدها جلد کتاب و نشریات مختلف توسط او انجام گرفت.

نمایشگاه پوستر پوستر (نمایشگاه پوسترهای ایرانی طراحی شده برای نمایشگاه‌های پوستر) آخرین نمایشگاهی بود که با هدایت و حمایت مرتضی ممیز توسط گروه همرکاب (تهمتن امینیان و پدرام حربی) برگزار شد که البته قبل از افتتاح و برگزاری نمایشگاه در سال ۸۴، ایشان درگذشتند.

## کتابشناسی
- طراحی، نقاشی در سه جلد (۱۳۵۱)
- طراحی تزیینی (۱۳۵۴)
- نشانه‌ها (نمونه کارهای شخصی) (۱۳۶۲)
- طراحی اعلان (۱۹۸۴)
- تصویر و تصور (۱۳۶۸)
- طراحی روی جلد (۱۳۶۸)
- طراحی روی جلد (مجموعه آثار) (۱۳۸۲)
- حرف‌های تجربه. مجموعه مقالات از سال ۱۳۴۵ تا۱۳۸۲، انتشارات دید (۱۳۸۲)
- نیم قرن کار (مجموعه آثار) (۱۳۸۳)
- تصویر سازیهای عالی در کتاب‌های مختلف (قصه‌های خوب برای بچه‌های خوب - جلد ۵ - قصه‌های قرآن)

## فیلم‌شناسی
طراحی و کارگردانی سه فیلم انیمیشن برای فستیوال فیلم‌های کودکان کانون پرورش فکری تهران در سال‌های ۵۲–۱۳۵۰ با عنوانهای:
- آنکه عمل کرد و آنکه خیال بافت (۱۳۵۰)
- یک نقطهٔ سبز (۱۳۵۱)
- سیاه پرنده (۱۳۵۲)

## سایر فعالیت‌ها
طراح گرافیک و مدیر هنری مجلات:
- ایران آباد (۱۳۳۹)
- گفتگو (۱۳۳۷–۱۳۸۴)،
- کیهان هفته (۱۳۴۰–۱۳۴۱)،
- مجله کاوش (۱۳۴۲–۱۳۴۳)،
- نگین (۱۳۴۴)،
- فرهنگ و زندگی (۱۳۴۸–۱۳۵۰)،
- رودکی (۱۳۵۰–۱۳۵۷)،
- سینما(۱۳۵۳–۱۳۵۴)،
- کلک (۱۳۶۹–۱۳۸۴)،
- نگاه نو (۱۳۷۰–۱۳۷۸)،
- شریف (۱۳۷۲–۱۳۸۰)،
- پیام امروز (۱۳۷۳–۱۳۷۹)،
- زمان (۱۳۷۳–۱۳۷۹)

و
- طراحی و بازسازی ده‌ها لوگو و نشان از جمله «موزهٔ رضا عباسی ۱۳۵۵»، «شرکت سایپا ۱۳۶۶»، «شهرداری تهران ۱۳۶۸»، «دانشگاه علوم پزشکی شهید بهشتی ۱۳۶۹»، «شهرداری اصفهان ۱۳۶۹»، «جامعهٔ مشاوران ایران ۱۳۶۱»، «سازمان استاندارد ایران»، «کلوپ سینمایی فارابی ۱۳۵۹»، «سازمان ورزش زنان کشور ۱۳۷۳»، «سازمان چای کشور ۱۳۳۷»، «عنوان فیلم غزل ۱۳۵۴»، «سازمان همگام با کودکان و نوجوانان ۱۳۵۴»، «جشنوارهٔ مهندسی ساختمان ۱۳۷۵»، «گروه آزاد نمایش ۱۳۵۳»، «لاستیک خوزستان ۱۳۷۶»، «مس باهنر ۱۳۷۳»، «شرکت ملی فولاد ۱۳۷۱»، «مؤسسهٔ فرهنگی دینی صدوق ۱۳۶۹»، «بزرگداشت هزارهٔ تولد فارابی ۱۳۵۴»، «انجمن شهرسازان و معماران ۱۳۷۳»، «مؤسسهٔ امور سینمایی ۱۳۶۵»، «سازمان آتش‌نشانی کشور ۱۳۷۴–۱۳۷۶»، «نمایشگاه تصویرگران کتاب کودک ۱۳۶۹»، «انتشارات نمون ۱۳۷۳»، «مؤسسهٔ حمایت از معلولین ابراهیم و هاجر ۱۳۷۴»، «عنوان نشریهٔ پیام امروز ۱۳۷۲»، «سازمان گمرک ایران ۱۳۷۰»، «عنوان نشریهٔ هما ۱۳۶۸»، «عنوان نشریهٔ شریف ۱۳۷۱»، «عنوان نشریهٔ حقوق زنان ۱۳۷۶»، «موزهٔ ملی ایران»
- طراحی ده‌ها پوستر نمایش از جمله «پیروزی در شیکاگو»
- طراحی ده‌ها پوستر فیلم‌های از جمله «طبیعت بیجان»، «ستارخان»، «کمال الملک»، «گوزنها» و «ای ایران»
- طراحی صحنه و لباس چهارده نمایشنامه در تالارهای نمایش تهران
- طراحی صحنه و لباس فیلم‌های «ستارخان» و «طبیعت بی جان»
- طراحی نور نمایشنامه‌های «بازگشتی نیست» و «دندون طلا» و «اتاق خصوصی»

## افتخارات و جایزه‌ها
- جایزه بهترین طراحی کتاب کودک سال‌های ۴۵–۱۳۴۲
- مدال رتبه اول دانشجوی ممتاز دانشکده هنرهای زیبا دانشگاه تهران (۱۳۴۴)
- برنده مدال طراحی نمایشگاه بین‌المللی طراحی ژوونیزی فرانسه (۱۹۶۶)
- طراح شاعر برای طراحی پوسترهای سینمایی فستیوال سینمایی کان (۱۹۷۵)
- جایزه و مدال بهترین پوسترهای سینمایی جشنواره فجر تهران (۱۳۶۵، ۱۳۶۶ و ۱۳۶۹)
- سیمرغ بلورین بهترین پوستر برای فیلم ای ایران از جشنواره فیلم فجر (۱۳۶۸)
- جایزه بهترین آثار طراحی نشانه‌های دهه ۸۰ میلادی (۱۹۹۰)
- جایزه ویژه Achievement Award جایزه یک عمر فعالیت هنری به خاطر یک عمر تلاش و دست‌آوردهای ایشان از طرف انجمن بین‌المللی طراحی (آیکو-دی) (۲۰۰۴)[۷]

## بزرگداشت
شب بخارا ،خانه هنرمندان ایران، یادمان مرتضی ممیز، سخنرانی ابراهیم حقیقی و مسعود کیمیایی به همراه نمایش فیلم مستند زندگی ممیز ساختهٔ مصطفی رزاق کریمی با همکاری فرهاد ورهرام و شهروز نظری، تهران ۱۳۸۶

## دیدگاه مرتضی ممیز دربارهٔاحمد شاملو
مرتضی ممیز در گفت‌وگویی که مهدی مظفری ساوجی با او انجام داده و در کتاب «از بامداد»، به‌وسیلهٔ انتشارات مروارید منتشر شده، ضمن نقل دیدگاه‌های خود دربارهٔ احمد شاملو، به بیان خاطراتی در این باره پرداخته و تصریح کرده که به پیشنهاد شاملو که آن سال‌ها کتاب کیهان سال را منتشر می‌کرد، به استخدام کیهان درآمده و شاملو بوده که او را به کیهان هفته برده و دستش را در کار ایلوستراسیون آن مجله بازگذاشته است. ممیز در این گفت‌وگو اذعان می‌کند که شاملو او را وارد مسیری کرده که سرنوشتش را رقم زده است. او در این گفت‌وگو از نخستین روزهای آشنایی خود با احمد شاملو می‌گوید و ضمن اشاره به آن ایام، یادآور می‌شود که شاملو از طریق کارهایی که وی برای محمود عنایت در مجلهٔ ایران آباد طراحی می‌کرده او را شناخته و بعداً وقتی شاملو می‌خواسته کتاب هفته را برای مؤسسهٔ کیهان راه‌اندازی کند از او برای همکاری دعوت کرده و از این طریق باب آشنایی و همکاری باز شده است. ممیز در این گفت‌وگو به بیان دیدگاه‌های شاملو دربارهٔ صفحه‌آرایی، پرداخته. علاوه بر این، به پرسش‌های دیگر مهدی مظفری ساوجی پیرامون مسائل مربوط به گرافیک از جمله تعامل هنرها با یکدیگر، مؤلفه‌های ممیز حد و مرز هنرهای تصویرگری با دیگر هنرها، تصویرسازی روی موسیقی سنتی ایران، نقش «تأویل‌پذیری» در ترکیب‌بندی نشانه، وجوه شباهت آثار طراحان گرافیک لهستانی با ادبیات و هنر فارسی، طراحی پرتره و… پاسخ داده است.